# Prowincja Algier
Prowincja Algier (arab.: ولاية الجزائر) – jedna z 48 prowincji Algierii. Jej stolicą jest Algier.